# Rhionaeschna variegata
Rhionaeschna variegata – gatunek ważki z rodziny żagnicowatych (Aeshnidae) blisko spokrewniony z kilkoma bardzo podobnymi gatunkami, z którymi jest często mylona z powodu dużej zmienności form. Wspólnie zaliczane są do tzw. grupy gatunków Rhionaeschna variegata. Oprócz R. variegata są to: 
- R. brasiliensis,
- R. californica,
- R. confusa,
- R. marchali,
- R. peralta,
- R. tinti.

Występują w Ameryce Południowej (Argentyna i Chile). Larwy rozwijają się w strumieniach i małych zbiornikach z wodą stojącą.